# Netzwerk Plurale Ökonomik
Das Netzwerk Plurale Ökonomik ist ein in Deutschland, Österreich und Schweiz aktiver Dachverband über 30 Initiativen der Bewegung Plurale Ökonomik. Der Verein kritisiert den Zustand von Forschung und Lehre in der Wirtschaftswissenschaft und fördert nach eigenen Angaben Reflexion, Selbstkritik und Offenheit in der Volkswirtschaftslehre und anderen Disziplinen, die sich mit der Gesellschaft befassen. Das Netzwerk und seine angeschlossenen Initiativen fördern wissenschaftliche Tagungen zum interdisziplinären Austausch zwischen der prägenden neoklassischen Theorie und heterodoxen Schulen sowie curriculare Lehrveranstaltungen an Hochschulen zu diesen Themen.
Die Rechtsform ist der eingetragene Verein, Sitz des Vereins ist Heidelberg.

## Geschichte
Im November 2003 gründeten Studierende, Wissenschaftler und Unternehmer aus Deutschland, verstärkt aus Heidelberg, Berlin und Regensburg, den „Arbeitskreis Postautistische Ökonomik“. Dieser diente dem Austausch und der Ausrichtung von Vortragsreihen und Wochenendseminaren.
Am 24. November 2007 wurde der Arbeitskreis als eingetragener Verein mit dem vollständigen Namen „Arbeitskreis Postautistische Ökonomik e. V.“ rechtlich verankert. 2012 beschloss die Mitgliederversammlung die Umbenennung des Vereins zum aktuellen Namen.
Im September 2012 wurde erstmals parallel zur Jahrestagung des Vereins für Socialpolitik (VfS) in Göttingen eine „Ergänzungstagung“ organisiert. 50 Referenten, u. a. der Wirtschaftsweise Peter Bofinger, der Finanzmarktforscher Max Otte aber auch der Kabarettist Frank-Markus Barwasser, sprachen über Themen, die auf der Jahrestagung zu wenig oder keinen Raum fanden. Die Tagung wurde vom Videoprojekt ecapio dokumentiert.
Die Ergänzungstagung mit über 40 Referenten fand 2015 parallel zur VfS-Jahrestagung in Münster erneut statt. Prominente Ökonomen wie Carl Christian von Weizsäcker, der Arbeitsmarktforscher Dennis Snower und der Makroökonom Rüdiger Bachmann sprachen sich für eine stärkere Integration pluralistischer Ansichten in kommende Jahrestagungen nach dem Vorbild der amerikanischen Allied Social Sciences Association aus.
Im Mai 2014 veröffentlichte die „International Student Initiative for Pluralist Economics (ISIPE)“, zu der neben dem Netzwerk 40 weitere studentische Gruppen aus 19 Ländern gehören, einen offenen Brief. Die Unterschreiber fordern darin zu theoretischer und methodischer Pluralität sowie Interdisziplinarität auf.
Die E-Learning-Platform „Exploring Economics“ startete im Dezember 2016.
Seit Juli 2020 arbeitet das Netzwerk Plurale Ökonomik offiziell mit Rethinking Economics zusammen, das selbst Teil von ISIPE ist.

## Kritik
Laut Joachim Weimann, selbst Kritiker des Konzepts des Homo oeconomicus, würden die Vertreter der Pluralen Ökonomen „die Sprache und die Methoden der Ökonomen“ nicht beherrschen, obwohl „sie diese ständig kritisieren“. Sie würden „die Wirtschaftswissenschaft sturmreif schießen“ wollen.

## Positionen
Der gemeinsame Nenner aller unter dem Dach des Netzwerks zusammengeschlossenen Initiativen ist der Pluralismus in der Zivilgesellschaft, Politik und Wirtschaft sowie akademischen Disziplinen.
Die Positionen des Netzwerks sind im 2020 veröffentlichten Impulspapier zusammengefasst.
Das Netzwerk fordert die Anerkennung, Förderung, Lehre und Anwendung aller Zweige der heterodoxen Ökonomie abseits der neoklassischen Theorie: institutionelle, postkeynesianische, marxistische, ökologische und österreichische sowie sozialistische, feministische und andere sozialwirtschaftliche Ansätze und Theorien.
Das Netzwerk fordert eine Auflockerung der „mathematisch-reduktionistischen Modelle“. Die vermeintlich einseitige Fokussierung auf quantitative Methoden wird kritisiert. Qualitativen Methoden sollen höhere Anerkennung finden und verstärkt verwendet werden. Eine neue Hermeneutik wird ebenfalls gefordert.
Im März 2016 stellte das Netzwerk eine Untersuchung vor, in der 57 Bachelor-Studiengänge der Volkswirtschaftslehre auf ihre Reflektivität untersucht wurden.